# Lyelliana
Lyelliana là một chi bướm đêm thuộc họ Geometridae.